# A Arousa
A ilha Arouça, Arousa, A Arousa, ou A Ilha de Arousa  é uma ilha galega situada no interior da Ria de Arousa, e que faz parte do município da Iha de Arouça ou de Arousa na província de Pontevedra, constituindo a maioria da extensão territorial do município; o restante é constituído pelos ilhéus de Guidoiro Pedregoso (também conhecido apenas por Guidoiros) e Guidoiro Areoso (também conhecido apenas por Areoso). Actualmente é a única ilha habitada no termo municipal, correspondente à freguesia de Illa de Arousa, e a mais habitada da Galiza.

## Etimologia

A ilha Arouça no atlas de Pedro Teixeira (1634), nomeada como D'AROVÇA

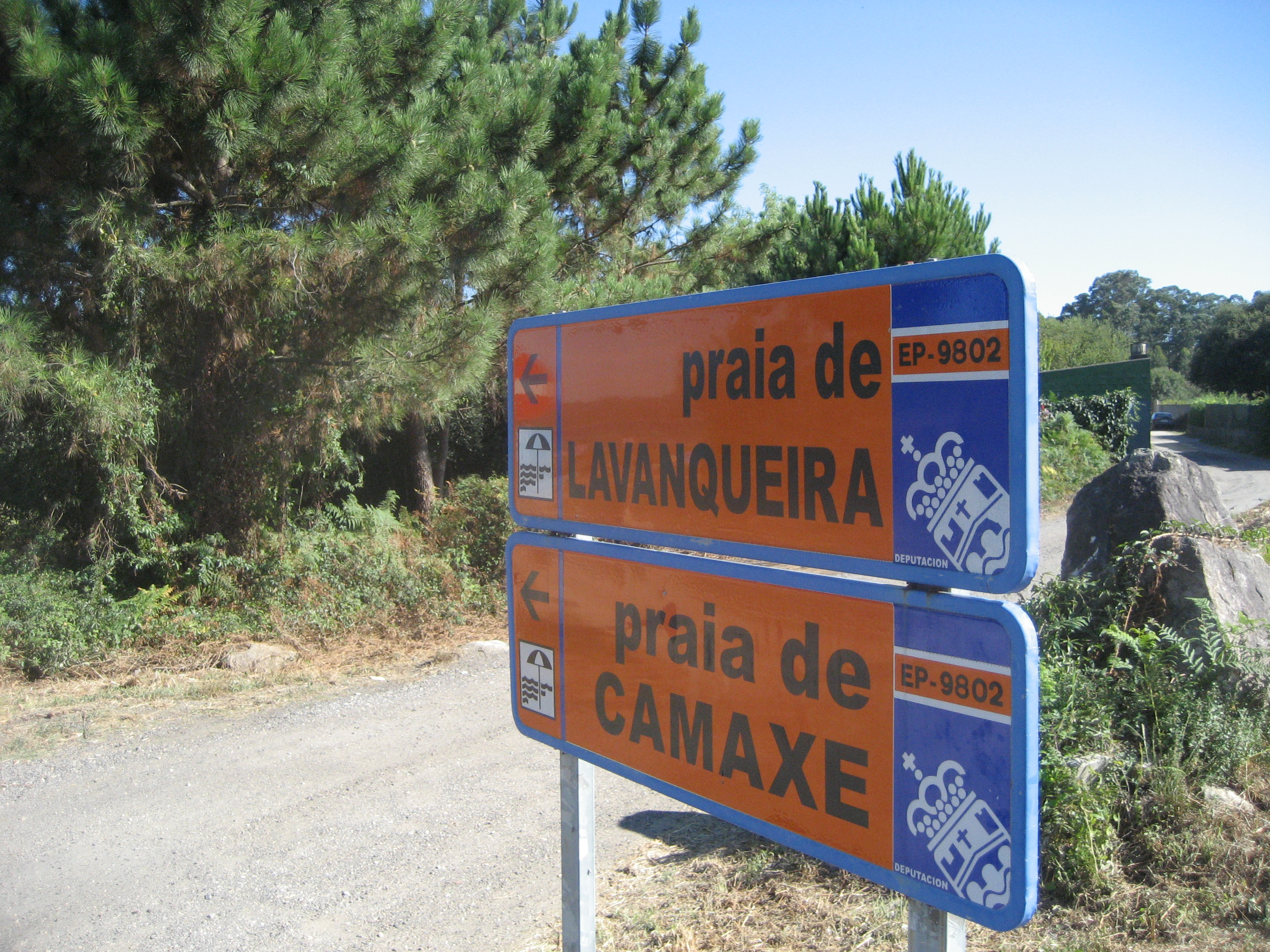
Placas indicativas

Segundo E. Bascuas, Arousa é uma forma de origem paleo-européia, derivada da raiz indo-européia *er- 'mover'. Este topónimo está registado no ano 899 como "insulam Arauza". Outras teorias vinculavam o topônimo a outras raízes pré-indo-européias, a línguas goidélicas ou ao latim.

## Geografia
Tem uma superfície aproximada de 7 quilômetros quadrados e a população (de cerca de 5.000 habitantes) concentrava-se historicamente num estreito istmo e seus arredores.
O istmo une-se a uma pequena península onde se encontra o Con do Forno, o ponto mais alto do município (69 m), com o resto da ilha.
Liga-se à Península Ibérica através de uma ponte com dois quilómetros de extensão, inaugurada em 1985.
Tem cerca de 36 quilómetros de costa, dos quais 11 são praias, de areia fina e branca. 

## Arqueologia
Possui vestígios arqueológicos romanos e da Idade do Ferro nas imediações da Praia do Naso e Os Bufos (fortaleza e necrópole, entre outros), que foram parcialmente espoliados.

## Geologia
A maior parte do Arousa é constituída por rochas metamórficas e graníticas. A parte norte faz parte, juntamente com quase toda a Sálvora, Ribeira e a maior parte dos Salnés do Plutão de Caldas de Reis.